# Monte Toc
De Monte Toc is een 1921 meter hoge berg op de grens van de Italiaanse regio's Veneto (provincie Belluno) en Friuli-Venezia Giulia (provincie Pordenone).
De berg is bekend geworden door de natuurramp met de Vajontdam. Deze stuwdam werd in 1960 gebouwd ten noorden van de Monte Toc. In 1963 stortten 350 miljoen kubieke meters rots van de noordflank in het waterreservoir dat was ontstaan door de Vajontdam. Er ontstond een 200 meter hoge vloedgolf die over de dam sloeg en neer kwam op Longarone, een dorp in het dal van de Piave. De plaats werd geheel verwoest en er vielen zo'n 2000 slachtoffers.